# Woermanns Hof

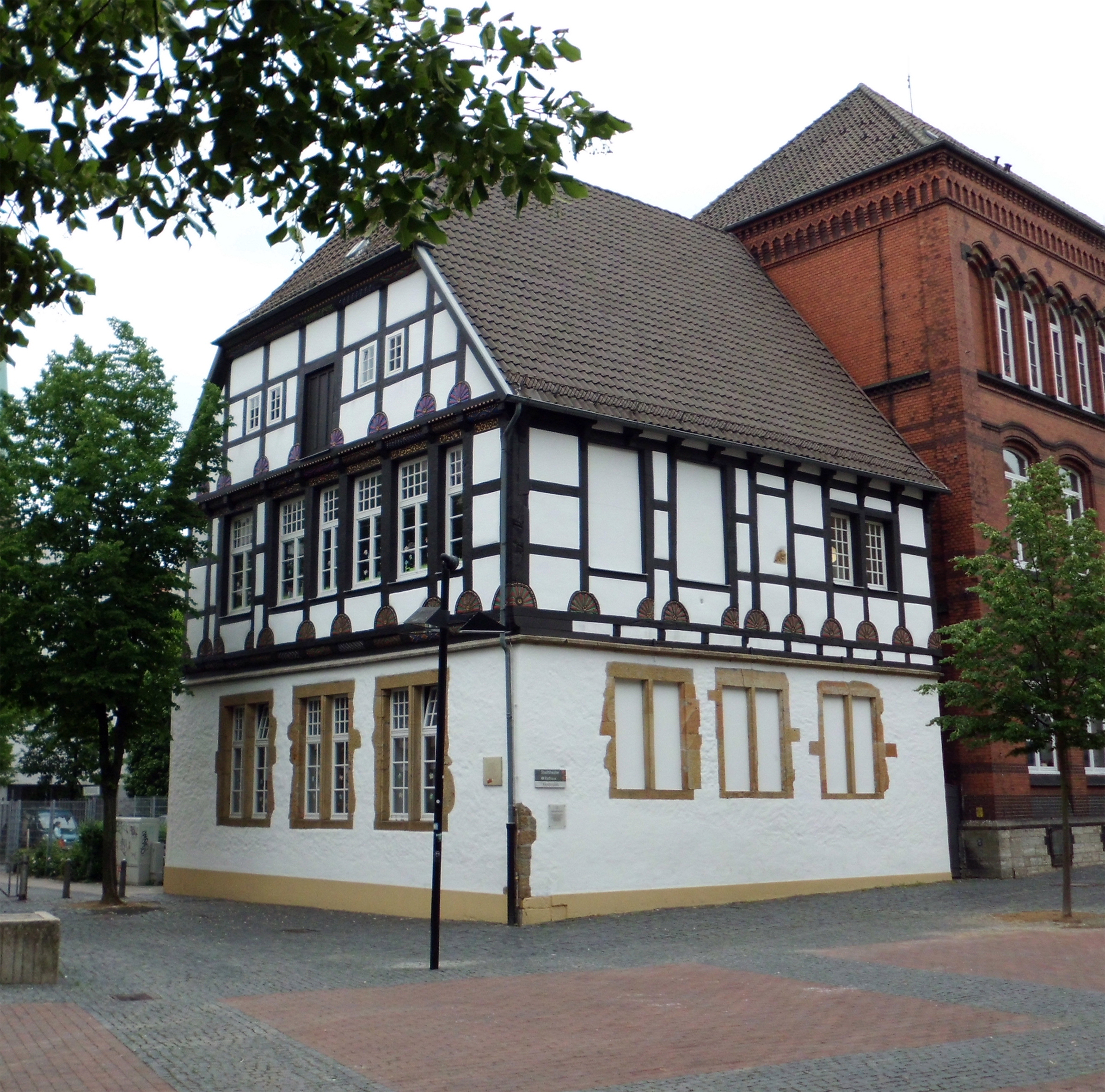
Woermanns Hof am Klosterplatz

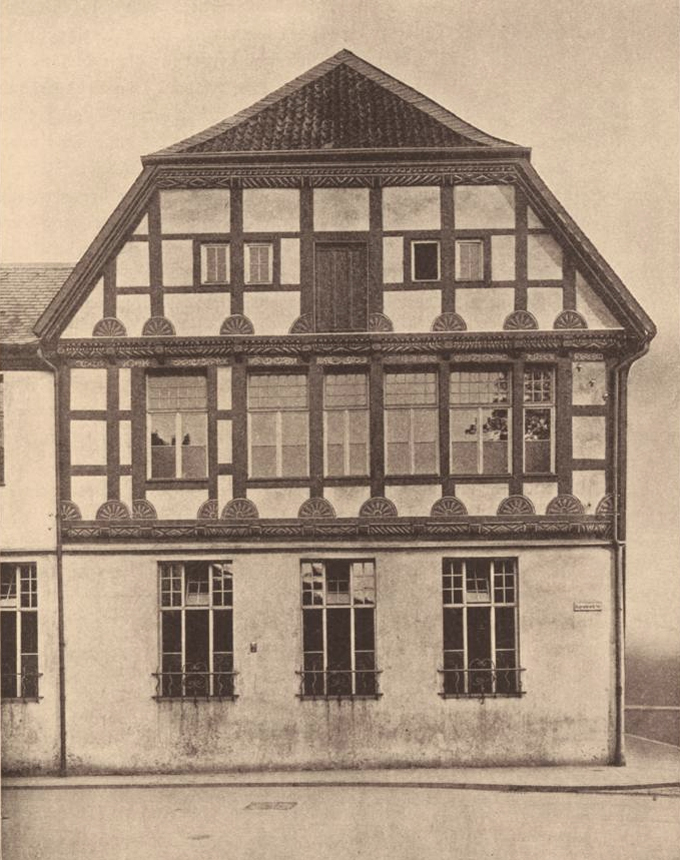
Woermanns Hof – Giebelansicht nach 1906

Der Woermanns Hof im Stadtbezirk Mitte der Stadt Bielefeld im ostwestfälischen Teil Nordrhein-Westfalens ist ein denkmalgeschütztes Bauwerk. Die Bezeichnung Woermann’scher Hof ist ebenso üblich. Er ist das einzig erhaltene Bauwerk der Weserrenaissance in Bielefeld, das mit Fächerrosetten in Holz verziert ist.

## Lage
Das Fachwerkhaus der Weserrenaissance liegt am Klosterplatz an der Hagenbruchstraße in unmittelbarer Nachbarschaft der Jodokuskirche.

## Geschichte
Das Gebäude wurde etwa 1640 von der Tatenhausener Familie Korff-Schmiesing errichtet. Die Kaufmannsfamilie Woermann übernahm es nach mehreren Besitzerwechseln 1809 und verkaufte es 1839 wieder. Dabei wurde das ursprünglich bis zur Goldstraße reichende Grundstück parzelliert und getrennt veräußert. Im Gebäude hatte von 1848 bis 1875 die erste Bielefelder Bank ihren Sitz. Gegründet wurde sie bereits 1834. Der südliche Teil wurde 1893 abgerissen, um Platz für die Erweiterung der ebenfalls denkmalgeschützten Klosterschule zu schaffen. 1901 wurde das Fachwerk wieder freigelegt. 1974 erfolgte eine umfassende Restaurierung des Gebäudes.

## Sonstiges
- In diesem Gebäude wurde 1813 der Westafrika-Kaufmann und Reederei-Gründer Carl Woermann geboren.[2]